# Station Fitzwilliam
Fitzwilliam is een spoorwegstation van National Rail in Fitzwilliam, Wakefield in Engeland. Het station is eigendom van Network Rail en wordt beheerd door Northern Rail. 